# Tei
El barri de Tei és un barri de Bucarest (Romania). Forma part del Sector 2 de la capital romanesa. El seu nom procedeix del llac que està situat a aquest barri, el llac Tei (en romanès Lacul Tei. El mot Tei (en català Tilia) fa referència als arbres que es troben presents al barri i al llac, que són molt característics i aromàtics.
A principis del segle xix, la zona pertanyia a la família Ghica, que va construir l'església ortodoxa "Biserica Teiul Doamnei Ghika" i, l'any 1822, el palau Ghica Tei (Palatul Ghica). Cap al 1900, la zona al sud de la "Calea Lacul Teiului" (avui "Bulevardul Lacul Tei") havia estat venuda a jardiners búlgars (anomenats "sârbi"). Després de la Primera Guerra Mundial, als terrenys situats al nord i al sud-est de la "Calea Lacul Teiului", es van construir cases. Durant l'època de Nicolae Ceauşescu, es van construir molts edificis d'apartaments, així com la Universitat Tècnica d'Enginyeria Civil de Bucarest i el Circ Estatal.
El barri Tei darrerament s'ha convertit en una de les residències de la classe mitjana i en una zona residencial amb moltes mansions que s'han construït al barri de fa uns anys.